# Cattedrale della Sacra Famiglia (Tafuna)
La cattedrale della Sacra Famiglia (in inglese: Cathedral of the Holy Family), è la chiesa cattedrale di Tafuna, nelle Samoa Americane, ed è la sede della diocesi di Samoa-Pago Pago.
La cattedrale è stata edificata nel 1994. All'interno conserva un dipinto di Duffy Sheridan raffigurante la Sacra Famiglia ritratta su una spiaggia samoana. Le stazioni della via crucis e le vetrate sono opera dell'intagliatore samoano Sven Ortquist.